# Wereldkampioenschappen schaatsen sprint 1970
De 1e wereldkampioenschappen schaatsen sprint werden in 1970 op 21 en 22 februari gehouden op de ijsbaan State Fair Park in West Allis, Wisconsin.
Valeri Moeratov, de wereldrecordhouder van de 500 en 1000 meter, werd de eerste wereldkampioen sprint zonder een afstand te winnen. De Japanner Keiichi Suzuki werd tweede door sterke 500 meters en de Noor Magne Thomassen werd derde. De beste Nederlander werd Ard Schenk met een zesde plaats.
De eerste wereldkampioen sprint bij de vrouwen kwam ook uit de Sovjet-Unie. Ljoedmila Titova legde de basis voor de eindoverwinning in haar uitstekend gereden 500 meters. Haar landgenote Nina Statkevitsj werd tweede en de Nederlandse Atje Keulen-Deelstra ontving het brons.

## Klassement mannen
| #      | Schaatser           | Land             | 500m          | 1000m       | 500m       | 1000m       | Punten  |
| ------ | ------------------- | ---------------- | ------------- | ----------- | ---------- | ----------- | ------- |
| Goud   | Valeri Moeratov     | Sovjet-Unie      | 40,39 (3)     | 1.24,1 (5)  | 40,16 (4)  | 1.21,7 (3)  | 163,450 |
| Zilver | Keiichi Suzuki      | Japan            | 39,68 (2)     | 1.25,0 (8)  | 39,93 (2)  | 1.23,5 (13) | 163,860 |
| Brons  | Magne Thomassen     | Noorwegen        | 41,07 (17)    | 1.23,7 (4)  | 40,38 (7)  | 1.21,8 (5)  | 164,200 |
| 4      | Ivar Eriksen        | Noorwegen        | 40,85 (11)    | 1.23,6 (3)  | 40,91 (12) | 1.21,3 (2)  | 164,210 |
| 5      | Göran Claeson       | Zweden           | 40,96 (15)    | 1.22,5 (1)  | 41,26 (18) | 1.21,7 (3)  | 164,320 |
| 6      | Ard Schenk          | Nederland        | 40,98 (16)    | 1.23,5 (2)  | 41,30 (19) | 1.21,0 (1)  | 164,530 |
| 6      | Erhard Keller       | West-Duitsland   | 40,39 (3)     | 1.25,0 (8)  | 40,29 (6)  | 1.22,7 (8)  | 164,530 |
| 8      | Ove König           | Zweden           | 40,80 (10)    | 1.25,4 (11) | 39,97 (3)  | 1.22,5 (7)  | 164,720 |
| 9      | Hasse Börjes        | Zweden           | 39,14 (1)     | 1.28,1 (23) | 39,83 (1)  | 1.23,7 (15) | 164,870 |
| 10     | Dag Fornæss         | Noorwegen        | 40,40 (5)     | 1.24,8 (7)  | 40,94 (13) | 1.23,0 (10) | 165,240 |
| 11     | Masaki Suzuki       | Japan            | 40,91 (12)    | 1.25,0 (8)  | 40,53 (9)  | 1.24,0 (16) | 165,940 |
| 12     | Boris Guljajev      | Sovjet-Unie      | 40,79 (9)     | 1.26,8 (13) | 40,27 (5)  | 1.23,2 (11) | 166,060 |
| 13     | Johnny Höglin       | Zweden           | 41,37 (19)    | 1.24,3 (6)  | 41,79 (23) | 1.22,0 (6)  | 166,310 |
| 14     | Takayuki Hida       | Japan            | 40,62 (6)     | 1.26,9 (14) | 40,87 (11) | 1.22,8 (9)  | 166,340 |
| 15     | Johan Lind          | Noorwegen        | 40,78 (8)     | 1.27,3 (20) | 41,10 (16) | 1.24,1 (18) | 167,580 |
| 16     | Jan Bazen           | Nederland        | 41,21 (18)    | 1.26,0 (12) | 41,82 (25) | 1.23,3 (12) | 167,680 |
| 17     | Håkan Holmgren      | Zweden           | 40,62 (6)     | 1.27,0 (18) | 41,06 (14) | 1.25,6 (24) | 167,980 |
| 18     | Bill Lanigan        | Verenigde Staten | 41,83 (23)    | 1.27,0 (16) | 41,08 (15) | 1.24,0 (16) | 168,410 |
| 19     | Mutsuhiko Maeda     | Japan            | 41,60 (22)    | 1.27,2 (19) | 41,12 (17) | 1.24,8 (20) | 168,720 |
| 20     | Neil Blatchford, IV | Verenigde Staten | 40,93 (13)    | 1.29,3 (25) | 40,40 (8)  | 1.25,8 (25) | 168,880 |
| 21     | Masahiro Higashide  | Japan            | 40,94 (14)    | 1.28,0 (22) | 41,42 (20) | 1.25,1 (22) | 168,910 |
| 22     | Wayne LeBombard     | Verenigde Staten | 41,38 (20)    | 1.29,2 (24) | 40,66 (10) | 1.24,8 (20) | 169,040 |
| 23     | Dan Carroll, III    | Verenigde Staten | 42,65 (27)    | 1.27,9 (21) | 41,81 (24) | 1.23,6 (14) | 170,210 |
| 24     | Bob Hodges          | Canada           | 42,59 (26)    | 1.27,0 (16) | 42,48 (27) | 1.25,3 (23) | 171,220 |
| 25     | Hans Lichtenstern   | West-Duitsland   | 41,55 (21)    | 1.30,5 (27) | 41,83 (26) | 1.28,3 (28) | 172,780 |
| 26     | Leo Linkovesi       | Finland          | 42,03 (25)    | 1.33,6 (30) | 41,43 (21) | 1.29,0 (30) | 174,760 |
| 27     | Kevin Sirois        | Canada           | 44,61 (31)    | 1.32,4 (29) | 43,48 (29) | 1.27,3 (27) | 177,940 |
| 28     | Darryl Smith        | Canada           | 43,88 (28)    | 1.33,9 (31) | 44,50 (31) | 1.30,6 (32) | 180,630 |
| 29     | John Cassidy        | Canada           | 44,60 (30)    | 1.36,6 (32) | 43,53 (30) | 1.32,8 (33) | 182,830 |
| 30     | Kimmo Koskinen      | Finland          | 1.19,70 (33f) | 1.26,9 (14) | 42,60 (28) | 1.24,3 (19) | 207,900 |
| DQ3    | John Wurster        | Verenigde Staten | 41,92 (24)    | 1.30,3 (26) | - (DQ)     | 1.28,3 (28) | 131,220 |
| NF3    | Frank Ludtke        | Canada           | 44,40 (29)    | 1.31,3 (28) | - (NF)     | 1.30,3 (31) | 135,200 |
| NS2    | Seppo Hänninen      | Finland          | 1.03,49 (32f) | - (NS)      | 41,52 (22) | 1.27,0 (26) | 148,510 |

## Klassement vrouwen
| #      | Schaatsster          | Land             | 500m          | 1000m       | 500m       | 1000m       | Punten  |
| ------ | -------------------- | ---------------- | ------------- | ----------- | ---------- | ----------- | ------- |
| Goud   | Ljoedmila Titova     | Sovjet-Unie      | 45,21 (1)     | 1.35,0 (4)  | 44,58 (1)  | 1.34,0 (4)  | 184,290 |
| Zilver | Nina Statkevitsj     | Sovjet-Unie      | 46,26 (9)     | 1.34,7 (2)  | 45,67 (2)  | 1.31,8 (1)  | 185,180 |
| Brons  | Atje Keulen-Deelstra | Nederland        | 45,25 (2)     | 1.35,8 (6)  | 45,94 (4)  | 1.34,4 (5)  | 186,290 |
| 4      | Sigrid Sundby        | Noorwegen        | 46,58 (11)    | 1.34,9 (3)  | 46,11 (6)  | 1.34,9 (9)  | 187,590 |
| 5      | Ellie van den Brom   | Nederland        | 46,19 (8)     | 1.34,2 (1)  | 47,54 (18) | 1.33,7 (2)  | 187,680 |
| 6      | Ans Schut            | Nederland        | 47,35 (14)    | 1.36,7 (7)  | 46,53 (9)  | 1.33,7 (2)  | 189,080 |
| 7      | Vera Krasnova        | Sovjet-Unie      | 45,67 (3)     | 1.39,0 (14) | 46,03 (5)  | 1.36,5 (12) | 189,450 |
| 8      | Sachiko Saito        | Japan            | 46,01 (6)     | 1.38,4 (11) | 46,26 (7)  | 1.36,2 (11) | 189,570 |
| 9      | Dianne Holum         | Verenigde Staten | 46,16 (7)     | 1.36,7 (7)  | 46,68 (11) | 1.37,3 (16) | 189,840 |
| 10     | Lasma Kauniste       | Sovjet-Unie      | 47,95 (17)    | 1.35,5 (5)  | 47,01 (15) | 1.34,5 (6)  | 189,960 |
| 11     | Carry Geijssen       | Nederland        | 47,04 (12)    | 1.37,2 (9)  | 47,12 (16) | 1.34,8 (8)  | 190,160 |
| 12     | Tatjana Sidorova     | Sovjet-Unie      | 47,54 (15)    | 1.40,3 (17) | 45,67 (2)  | 1.34,5 (6)  | 190,610 |
| 13     | Leah Poulos          | Verenigde Staten | 45,84 (4)     | 1.43,0 (23) | 46,26 (7)  | 1.35,0 (10) | 191,100 |
| 14     | Mary Saxton          | Verenigde Staten | 45,92 (5)     | 1.41,3 (20) | 46,63 (10) | 1.38,1 (20) | 192,250 |
| 15     | Lisbeth Berg         | Noorwegen        | 47,33 (13)    | 1.39,6 (16) | 46,91 (14) | 1.37,4 (17) | 192,740 |
| 16     | Kirsti Biermann      | Noorwegen        | 46,36 (10)    | 1.41,7 (21) | 46,83 (12) | 1.38,0 (19) | 193,040 |
| 17     | Tuula Vilkas         | Finland          | 48,09 (18)    | 1.37,7 (10) | 48,12 (21) | 1.36,7 (13) | 193,410 |
| 18     | Stien Kaiser         | Nederland        | 48,38 (21)    | 1.38,8 (12) | 48,09 (19) | 1.37,0 (14) | 194,370 |
| 19     | Akiko Ariga          | Japan            | 49,41 (23)    | 1.38,9 (13) | 48,72 (23) | 1.37,2 (15) | 196,180 |
| 20     | Anne Henning         | Verenigde Staten | 47,68 (16)    | 1.42,1 (22) | 46,86 (13) | 1.41,2 (24) | 196,190 |
| 21     | Jeanne Omelenchuk    | Verenigde Staten | 49,80 (24)    | 1.41,0 (19) | 47,25 (17) | 1.37,7 (18) | 196,400 |
| 22     | Kaname Ide           | Japan            | 49,38 (22)    | 1.39,5 (15) | 48,22 (22) | 1.38,3 (21) | 196,500 |
| 23     | Paula Dufter         | West-Duitsland   | 48,10 (19)    | 1.40,6 (18) | 48,96 (24) | 1.38,5 (22) | 196,610 |
| 24     | Sylvia Burka         | Canada           | 48,32 (20)    | 1.43,3 (24) | 48,10 (20) | 1.40,0 (23) | 198,070 |
| 25     | Jennifer Jackson     | Canada           | 50,46 (25)    | 1.47,6 (25) | 51,44 (28) | 1.44,8 (25) | 208,100 |
| 26     | Cheryl Rey           | Canada           | 56,14 (27)    | 1.50,2 (26) | 49,31 (25) | 1.45,0 (26) | 213,050 |
| 27     | Cathy Priestner      | Canada           | 53,27 (26)    | 1.58,1 (28) | 50,14 (26) | 1.45,7 (27) | 215,310 |
| 28     | Judy Dietiker        | Canada           | 1.07,22 (28f) | 1.51,9 (27) | 50,54 (27) | 1.50,2 (28) | 228,810 |